# Xya variegata
Xya variegata är en insektsart som först beskrevs av Pierre André Latreille 1809.  Xya variegata ingår i släktet Xya och familjen Tridactylidae. Inga underarter finns listade i Catalogue of Life.